# Сенджан
Сенджа́н, или Сениджа́н, или Зенджа́н, или Фенджа́н, или Фиджа́н (перс. سنجان‎) — город на западе Ирана, в провинции Меркези. Входит в состав шахрестана  Эрак и является юго-западным пригородом его одноимённого центра.

## География
Город находится в юго-западной части Центрального остана, в горной местности, на высоте 1 836 метров над уровнем моря.
Сенджан расположен на расстоянии нескольких километров к юго-западу от Эрака, административного центра провинции и на расстоянии 235 километров к юго-западу от Тегерана, столицы страны. Основу экономики города составляет сельскохозяйственное производство, а также ковроткачество.

## Население
На 2006 год население составляло 10 592 человека; в национальном составе преобладают персы, в конфессиональном — мусульмане-шииты. В национальном составе города также представлена еврейская община.